# Peter A. Sturrock
Peter Andrew Sturrock (sinh ngày 20 tháng 3 năm 1924) là nhà khoa học người Anh. Với tư cách là một giáo sư danh dự khoa vật lý ứng dụng tại Đại học Stanford, phần lớn sự nghiệp của Sturrock đã được dành cho vật lý thiên văn, vật lý plasma và vật lý mặt trời, nhưng Sturrock quan tâm đến các lĩnh vực khác, bao gồm UFO học, suy luận khoa học, lịch sử khoa học và triết lý khoa học. Sturrock đã được trao nhiều giải thưởng và danh dự, và đã viết hoặc đồng tác giả nhiều bài báo và sách giáo khoa khoa học.

## Tiểu sử
Sturrock bắt đầu việc học toán tại Đại học Cambridge vào năm 1942. Trong và sau Thế chiến II, Sturrock đã hoãn nghiên cứu Cambridge của mình để giúp phát triển hệ thống radar tại Sở Nghiên cứu Viễn thông, nay là Sở Radar Hoàng gia Anh.
Sau chiến tranh, Sturrock tiếp tục sự nghiệp học hành của mình và được trao học bổng tại St John's College in 1947, vào năm 1947, sau đó là Giải thưởng về Toán học của Đại học Rayleigh vào năm 1949. Sturrock được bầu làm thành viên Ban Giám đốc St John's vào năm 1952. Rồi sau ông tiếp tục theo đuổi ngành vật lý điện tại Phòng Thí nghiệm Cavendish, tiếp theo là những phần việc tại Cambridge, Cục Tiêu chuẩn Quốc gia, và École Normale Supérieure tại Đại học Paris.
Năm 1951, Sturrock lấy bằng tiến sĩ ngành vật lý thiên văn. Trong những năm 1950, Sturrock đã nghiên cứu vật lý hạt nhân tại Cơ sở Nghiên cứu Năng lượng Nguyên tử; vật lý plasma tại trường St. Johns' College, Cambridge; ống vi sóng tại Đại học Stanford; vật lý máy gia tốc tại Tổ chức Nghiên cứu Hạt nhân châu Âu (CERN). Cũng trong những năm 1950, Sturrock đã phát minh ra một số dụng cụ, bao gồm một ống vi sóng mới sau này được mệnh danh là "Laser electron tự do."
Năm 1961, Sturrock được bổ nhiệm làm giáo sư vật lý ứng dụng tại Đại học Stanford, nơi ông ở lại cho đến năm 1998; ông hiện là giáo sư danh dự về vật lý và vật lý ứng dụng tại Stanford. Năm 1990, Sturrock đã được trao Huân chương Arctowski từ Viện Hàn lâm Khoa học Quốc gia. Từ năm 1992 đến năm 1998, ông là giám đốc của Trung tâm Khoa học Vũ trụ và Vật lý Thiên văn, và từ năm 1981 đến năm 2001 là chủ tịch Hiệp hội Khám phá Khoa học. Sturrock cũng từng là chủ tịch Phòng Vật lý Plasma và Phòng Vật lý Mặt trời của Hiệp hội Thiên văn học Hoa Kỳ.
Năm 2009, Sturrock xuất bản cuốn tự truyện, A Tale of Two Sciences: Memoirs of a Dissident Scientist (Câu chuyện về hai nền khoa học: Hồi ức của một nhà khoa học bất đồng chính kiến), bao gồm cả nghiên cứu trong vật lý thông thường và các nghiên cứu ít chính thống của ông.
Năm 2013, Sturrock đã xuất bản AKA Shakespeare: A Scientific Approach to the Authorship Question (AKA Shakespeare: Cách tiếp cận khoa học cho câu hỏi về quyền tác giả). Trong cuốn sách này, ông đã đưa ra một phương pháp để cân nhắc bằng chứng mà ông đã phát triển để nghiên cứu các sao xung. Sau đó, Sturrock mời người đọc áp dụng phương pháp lập bảng "mức độ niềm tin" của riêng họ vào ba ứng cử viên khác nhau về quyền tác giả các tác phẩm thường được quy cho Shakespeare.

### Quan tâm đến UFO
Sturrock là một nhà khoa học đương đại nổi tiếng bày tỏ sự quan tâm sâu sắc đến chủ đề vật thể bay không xác định hoặc UFO.
Mối quan tâm của Sturrock bắt đầu từ đầu những năm 1970 khi đang tìm kiếm một người có kinh nghiệm với cả máy tính và vật lý thiên văn, ông đã thuê Jacques Vallee cho một dự án nghiên cứu. Khi biết rằng Vallee đã viết một vài cuốn sách về UFO, Sturrock—trước đây không quan tâm đến UFO—đã cảm thấy một nghĩa vụ chuyên nghiệp đối với ít nhất là xem qua các cuốn sách của Vallee. Mặc dù vẫn còn nhiều hoài nghi, nhưng sự quan tâm của Sturrock đã bị cuốn sách của Vallee chinh phục. Sturrock sau đó chuyển sang Báo cáo Condon (1969), kết quả của một dự án nghiên cứu UFO kéo dài hai năm đã được quảng bá là câu trả lời cho câu hỏi về UFO. Sturrock nhận xét rằng, "Kết quả của việc này là, ngoài sự ủng hộ kết luận của Condon [rằng không có gì bất thường về UFO], tôi nghĩ rằng bằng chứng được đưa ra trong báo cáo cho thấy có gì đó đang diễn ra cần nghiên cứu." 
Gần như cùng lúc mà Ủy ban Condon đang tiến hành điều tra, Viện Hàng không và Vũ trụ Hoa Kỳ (AIAA) vào năm 1967 đã thành lập một tiểu ban để đưa hiện tượng UFO đến sự chú ý của các nhà khoa học nghiêm túc. Vào năm 1970, tiểu ban này đã xuất bản một bản tuyên cáo lập trường cũng phê phán kịch liệt về cách Ủy ban Condon đã tiến hành điều tra và cách kết luận bằng văn bản của Condon thường không khớp với các trường hợp chi tiết trong báo cáo cuối cùng. Nhìn chung, AIAA cho rằng khoảng một phần ba các trường hợp vẫn chưa được giải quyết. Không giống như Condon, họ cảm thấy những trường hợp chưa được giải quyết này đại diện cho phần cốt lõi chủ yếu của vấn đề UFO và xứng đáng được xem xét một cách kĩ lưỡng về mặt khoa học hơn nữa.
Sturrock tò mò không biết thái độ chung của các thành viên AIAA là gì và vào năm 1973 đã khảo sát chi nhánh AIAA ở San Francisco, với 423 trong số 1175 thành viên trả lời. Ý kiến được phổ biến rộng rãi về việc liệu UFO có phải là vấn đề có ý nghĩa khoa học hay không. Hầu hết dường như không chắc chắn hoặc trung lập về câu hỏi. Sturrock cũng tò mò về việc liệu các nhà khoa học như các thành viên AIAA có bao giờ báo cáo nhìn thấy UFO, tức là, các hiện tượng không gian dị thường mà họ không thể xác định được. Cuộc khảo sát chỉ ra rằng khoảng 5% có, điều này là điển hình cho những gì thường được báo cáo cho toàn bộ dân số nói chung.
Năm 1975, Sturrock đã làm một cuộc khảo sát toàn diện hơn về các thành viên của Hiệp hội Thiên văn học Hoa Kỳ. Trong số 2600 câu hỏi, hơn 1300 đã được trả lại. Chỉ có hai thành viên đề nghị từ bỏ ẩn danh và Sturrock lưu ý rằng chủ đề UFO rõ ràng là một vấn đề rất nhạy cảm đối với hầu hết các đồng nghiệp. Tuy nhiên, Sturrock tìm thấy một đa số ủng hộ mạnh các nghiên cứu khoa học tiếp tục, và hơn 80% đề nghị giúp đỡ nếu họ có thể. Sturrock nhận xét rằng các thành viên AAS dường như cởi mở hơn với câu hỏi so với các thành viên AIAA trong cuộc khảo sát trước đây của mình. Như trong khảo sát của AIAA, khoảng 5% báo cáo những vụ chứng kiến khó hiểu, nhưng sự hoài nghi chống lại Giả thuyết ngoài Trái đất (ETH) tăng cao. Hầu hết nghĩ rằng các báo cáo về UFO cuối cùng có thể được giải thích theo cách thức thông thường. Sturrock cũng nhận thấy rằng sự hoài nghi và phản đối nghiên cứu sâu hơn có liên quan đến việc thiếu kiến thức và nghiên cứu: chỉ 29% những người dành ít hơn một giờ để đọc về chủ đề này thích nghiên cứu hơn so với 68% đã dành hơn 300 giờ.
Trong phân tích về kết quả khảo sát, Sturrock lưu ý rằng nhiều nhà khoa học muốn thấy UFO được thảo luận trên các tạp chí khoa học (có sự vắng mặt gần như hoàn toàn của các bài báo như vậy trong các tạp chí). Sau đó, ông đã giúp thành lập Hội Khám phá Khoa học vào năm 1982 để đưa ra một diễn đàn khoa học cho các chủ đề bị bỏ quên bởi giới khoa học chính thống. Ấn phẩm của họ, Tạp chí Khám phá Khoa học, đã được xuất bản từ năm 1987.
Năm 1998, Sturrock đã tổ chức một ban hội thẩm khoa học nhằm xem xét các loại bằng chứng vật lý khác nhau liên quan đến UFO. Ban hội thẩm thấy rằng bằng chứng vật lý hiện có có thể hỗ trợ ETH là không thuyết phục, nhưng cũng coi những trường hợp UFO cực kỳ khó hiểu xứng đáng để nghiên cứu khoa học thêm. Sturrock sau đó đã viết lên tác phẩm của ban hội thẩm trong cuốn sách năm 2000 có tựa đề The UFO Enigma: A New Review of the Physical Evidence (Bí ẩn UFO: Một đánh giá mới về bằng chứng vật lý).